# ألفونسو بابا
ألفونسو بابا (بالإيطالية: Alfonso Papa)‏ هو سياسي إيطالي، ولد في 2 يناير 1970 في نابولي في إيطاليا. حزبياً، نشط في حزب شعب الحرية. وقد انتخب عضو مجلس النواب في الجمهورية الإيطالية.